# Kania platyphylla
Kania platyphylla là một loài thực vật có hoa trong Họ Đào kim nương. Loài này được A.J.Scott mô tả khoa học đầu tiên năm 1983.